# Latrodectus geometricus
Latrodectus geometricus ( (лат.)) — вид пауков-тенётников из рода чёрных вдов. Встречается от северных Соединённых Штатов до Техаса с большим преобладанием на юго-западе (в следующих регионах: Флорида, Алабама, южный регион, Невада, Луизиана, Миссисипи, Джорджия, Южная Каролина, Теннесси, Аризона, Нью-Джерси и Техас). Сейчас встречается также на дальнем западе и Калифорнии. Широко распространена на Ближнем Востоке, в частности на территории Израиля.
Latrodectus geometricus имеет окрас ярче чем у Latrodectus mactans; окрас варьируется от желтовато-коричневого до тёмно-коричневого, также могут встречаться особи с темновато-серым или чёрным окрасом. Она имеет метку в виде песочных часов на нижней стороне брюшка, в отличие от похожих рисунков у некоторых других чёрных вдов у коричневой вдовы она ярко оранжевая или жёлтая. Как и все представители чёрных вдов этот вид имеет медицински значимый нейротоксичный яд, тем не менее эффектность яда минимальна для человека и вид обладает репутацией наименее ядовитого из всех вдов.
Из-за некрупных размеров вид можно также принять за безвредную Steatoda (лже-вдовы), тем не менее имеется отличительная характеристика: «песочные часы» на брюшке. Опознать легче всего при помощи лупы.
Также отличительной чертой вида являются мешки с яйцами характерной формы (похожая форма есть только у одного вида, кроме L. geometricus — у L. obscurior) — в виде шариков с шипами.